# R-Prozess
Der r-Prozess (r für englisch rapid ‚schnell‘) ist einer der Prozesse der Nukleosynthese.
Er ist ein Neutroneneinfangprozess, der im Gegensatz zum langsamen s-Prozess bei hohen Neutronen-Dichten und Temperaturen abläuft. Dabei werden durch einen hohen Neutronenfluss instabile neutronenreiche Atomkerne aufgebaut, die rasch zu stabilen neutronenreichen Kernen der schweren Elemente von Eisen bis Blei sowie den instabilen langlebigen Isotopen von Bismut, Thorium, Uran und Plutonium zerfallen.

## Ablauf
Bei extrem hohem Neutronenfluss können in Sekundenbruchteilen sehr viele Neutronenanlagerungen an ein und demselben Atomkern stattfinden, insbesondere auch an kurzlebigen Zwischenprodukten, noch bevor ein radioaktiver β−-Zerfall auftritt.
Bei jeder Neutronenanlagerung wird Energie in Form von Gammaquanten frei. Neutronenzahl N und Massenzahl A erhöhen sich jeweils um 1, ein neues Isotop desselben Elements entsteht.
Bei den anschließenden β−-Zerfällen der instabilen Isotope wird je ein Neutron durch Aussendung eines Elektrons e− und eines Elektron-Antineutrinos {\displaystyle {\overline {\nu }}_{\text{e}}} in ein Proton umgewandelt. Dadurch entsteht ein Atomkern eines anderen Elements mit gleicher Massenzahl, aber um 1 erhöhter Ordnungszahl Z (Protonenzahl) und um 1 erniedrigter Neutronenzahl N; das Atom „wandert“ also im Periodensystem.
Der Prozess wird nur durch drei Faktoren gebremst:
1. durch geschlossene Neutronenschalen bei Isotopen mit Neutronenzahlen N um 50, 82 und 126, korrespondierend mit Massenzahlen A von etwa 70–90, 130–138 und 195–208, bei denen die Wahrscheinlichkeit einer weiteren Neutronenanlagerung sinkt und daher den dafür benötigten Zeitraum vergrößert. Tatsächlich ist die Häufigkeit dieser Isotope etwas erhöht, was als Bestätigung der Theorie des r-Prozesses angesehen werden kann;
2. bei einer Grenze, an der die Bindungsenergie neu anzulagernder Neutronen Null wird ({\displaystyle B_{\text{n}}=0}), so dass kein weiteres Neutron eingefangen werden kann und der Kern erst einen Betazerfall „abwarten“ muss;
3. durch die Abnahme der Kernstabilität mit zunehmender Massenzahl. Der r-Prozess endet deshalb bei Kernen, bei denen mit kurzer Halbwertszeit die spontane Kernspaltung eintritt, die also von selbst in zwei leichtere Kerne zerfallen. Dies ist bei Massenzahlen A um 260 der Fall, etwa im Gebiet der Elemente Curium bis Rutherfordium.

## Vorkommen
Die für den r-Prozess erforderlichen Neutronenflüsse in der Größenordnung von mehr als 10 Trilliarden = 1022 Neutronen pro Quadratzentimeter pro Sekunde treten nur bei außergewöhnlichen astronomischen Ereignissen auf.
Der Ort des r-Prozesses ist noch nicht mit Sicherheit bekannt. Zurzeit werden hauptsächlich diskutiert:
- das Verschmelzen zweier Neutronensterne (Kilonova)
- Supernova-Explosionen.
- Flares eines Magnetars[3]

Durch eine detaillierte Spektralanalyse der Kilonova AT2017gfo konnte der eindeutige Nachweis erbracht werden, dass Strontium in größeren Mengen über den r-Prozess gebildet wurde. Dennoch ist nicht ausgeschlossen, dass der r-Prozess auch während Supernovae am Ende des Lebenszyklus eines Sterns abläuft. Dabei wird durch die Stoßwelle, die ihren Ausgang am inkompressiblen entarteten Neutronenkern im Zentrum des Sterns nimmt (siehe Neutronenstern), neutronenreiches Material von dessen Außenbereich mitgerissen und in den Weltraum geschleudert.
Die relativ geringe Häufigkeit von im r-Prozess synthetisierten Elementen setzt jedoch voraus, dass entweder nur ein geringer Anteil von Supernovae diese an den Weltraum abgibt, oder dass jede Supernova nur eine geringe Menge davon abgibt.